# Rotterdamse Schie
De Rotterdamse Schie is een grotendeels gedempt kanaal tussen Overschie en Rotterdam.
Op 7 juni 1340 kreeg Rotterdam stadsrechten van Graaf Willem IV van Holland. Een van de privileges die de stad Rotterdam van Graaf Willem IV kreeg, was dat Schieland medewerking moest verlenen aan de aanleg van een kanaal tussen de Schie bij Overschie en Rotterdam. De aanleg duurde van 1343 tot 1348. Het tracé is bochtig omdat bij het graven van de Rotterdamse Schie gebruik is gemaakt van bestaande waterlopen.
Delft wilde niet afhankelijk zijn van Rotterdam voor zijn handel en wist van Graaf Albrecht van Beieren in 1389 de concessie te krijgen om een eigen Schie te graven. Bij het punt waar de Schie van Delft Schielands Hoge Zeedijk kruiste ontstond Delfshaven.
Over de beide Schieën had Rotterdam met Delft hooglopende conflicten die zelfs leidden tot jarenlange afsluitingen van de Rotterdamse Schie. Uiteindelijk werd dit conflict in 1512 door de Grote Raad van Mechelen in het voordeel van Rotterdam beslist.
In 1933 werd de verbinding tussen de Delfshavense Schie en de Nieuwe Maas verbeterd door de opening van de Parksluizen. Hierdoor nam het belang van de Rotterdamse Schie verder af.
Vanaf 1931 werd de loop van Rotterdamse Schie gewijzigd ten behoeve van woningbouw in Blijdorp. Hiervoor is onder meer tijdelijk de Noorderhaven aangelegd als verbinding naar het Schie-Schiekanaal. In de gemeenteraadsvergadering van 22 juni 1939 werd besloten om de -dan 599 jaar oude- Rotterdamse Schie te dempen vanaf het Hofplein tot aan de grens van de gemeente. Na het bombardement op Rotterdam in 1940 werd de Rotterdamse Schie gedempt met puin uit de binnenstad. Alleen bij Overschie zijn nog kleine delen aanwezig.